# Epidendrum alsum
Epidendrum dendrobioides là một loài thực vật có hoa trong họ Lan. Loài này được Ridl. ex Thurn mô tả khoa học đầu tiên năm 1886.

## Hình ảnh

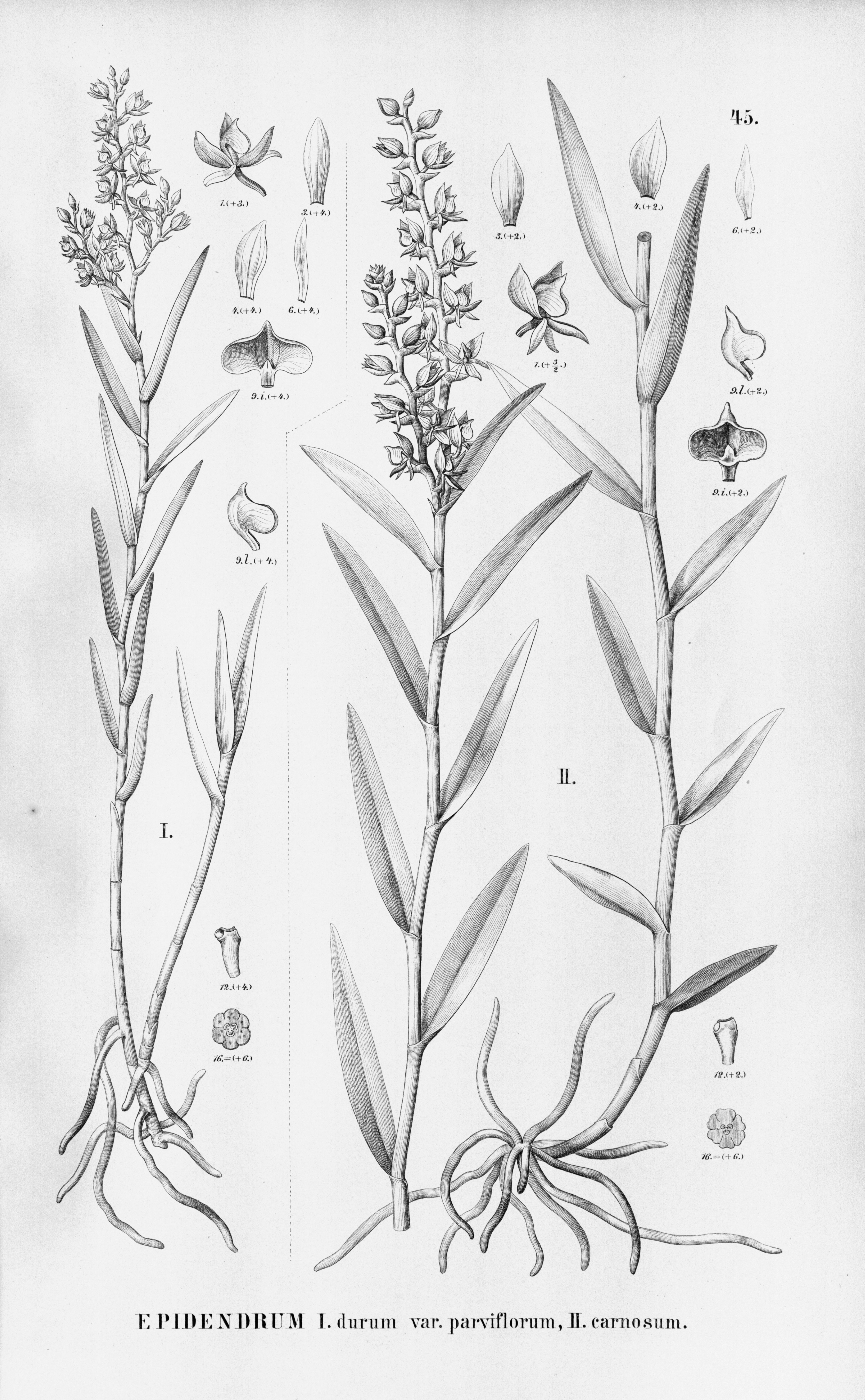
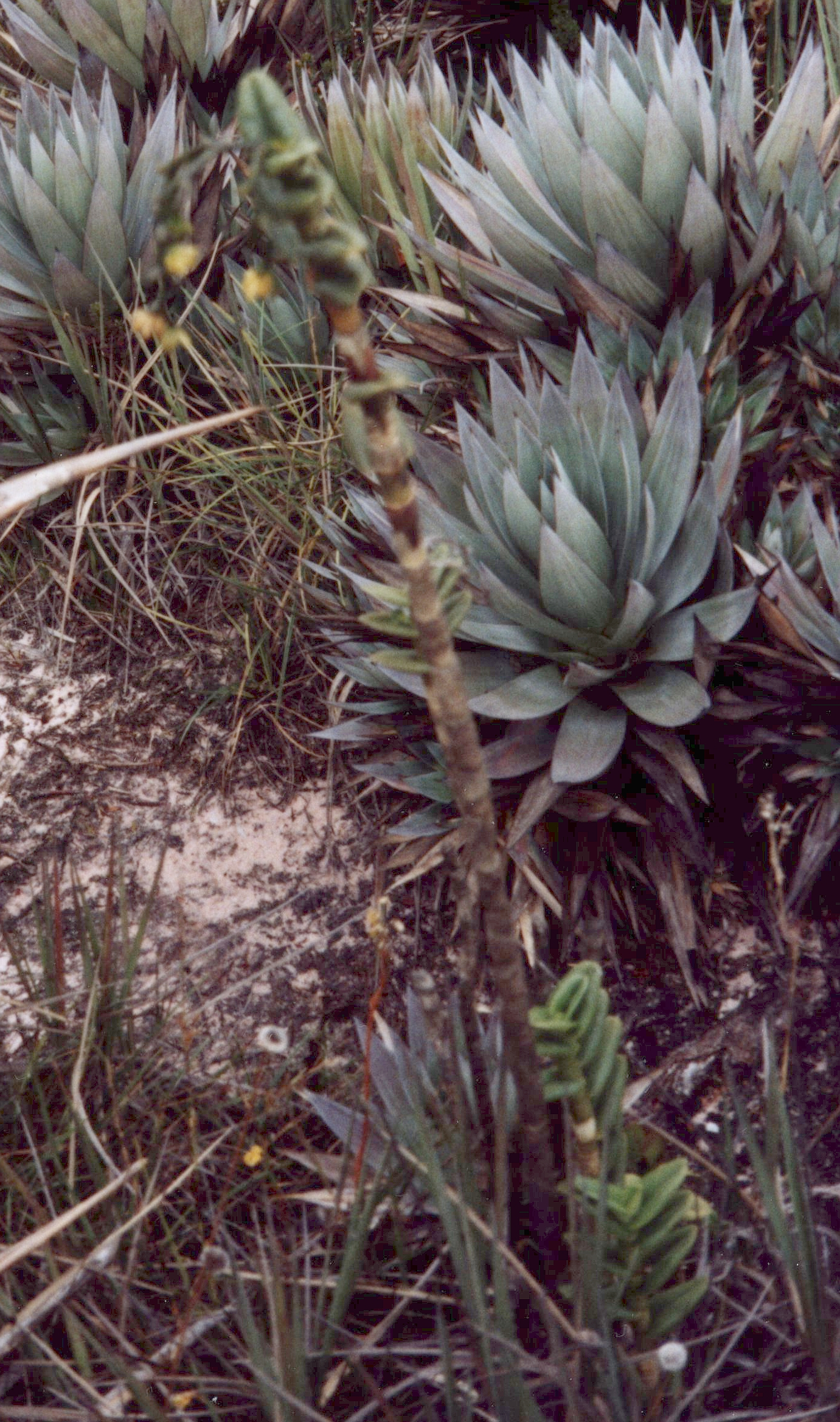
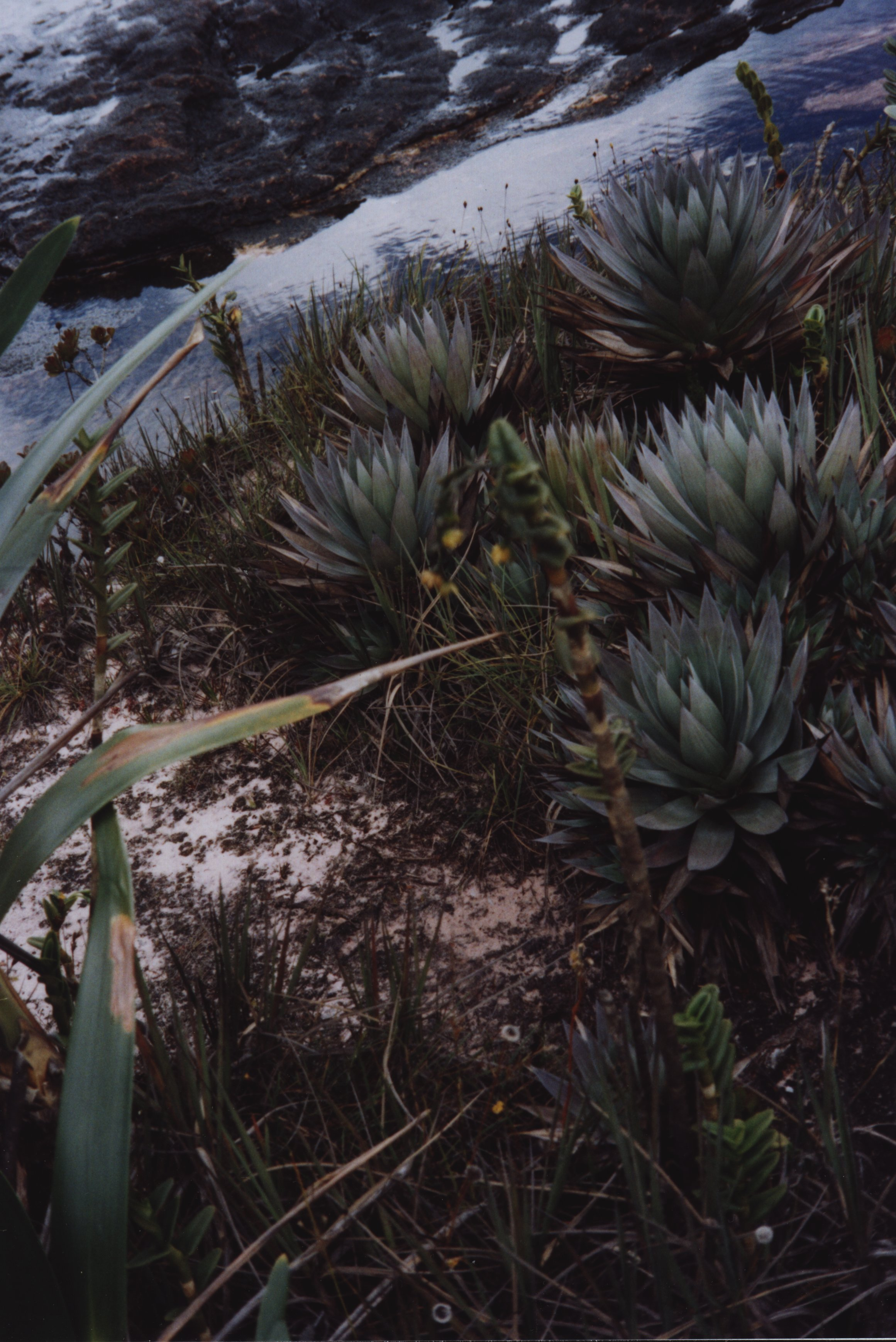